# Tresabuela (Cantàbria)
Tresabuela, és una localitat del municipi de Polaciones (Cantàbria, Espanya). És un petit nucli de població de 31 habitants l'any 2008, però que en l'actualitat ronda els 9. Tresabuela se situa en un vessant de fort pendent, a 1050 msnm. Dista dos quilòmetres i mig de Lombraña, la capital municipal. Celebra la festivitat de Sant Ignasi de Loiola al 31 de juliol. La localitat va ser declarada en 2017 Bé d'Interès Cultural amb la categoria de Lloc Cultural (Lloc Històric).

## Naturalesa
De la seva flora destaca la presència de fagedes, a causa de l'altitud a la qual es troba. Com a Salceda i Lombraña, l'afecta el Lot Bárcena i Verdugal, de caça major, pertanyent a la Reserva Nacional de Caça del Saja.

## Història
En el Becerro de les Behetrías de Castella (1351) apareix esmentat aquest lloc com pertanyent a la Merindad de Liébana i Pernía (divisió administrativa de Castella). La dependència eclesiàstica d'aquests llocs va significar que encara en temps de l'informe de José Moñino y Redondo comte de Floridablanca, l'alcalde ordinari el nomenava el bisbe de Palència.

## Patrimoni
Es troba en aquesta localitat l'únic Bé d'Interès Cultural que hi ha al municipi de Polaciones. Es tracta de la Casa del Pare Rábago, que va ser declarada Bé d'Interès Cultural amb la categoria de Lloc Cultural (Lloc Històric) per Decret 5/2004, de 22 de gener. Segons indiquen dues inscripcions, la casa la va manar construir en 1747 Francisco Rábago i Noriega, atribuït al religiós nascut a Tresabuela en 1685 i mort a Madrid el 1763; aquest destacat eclesiàstic va ser confessor de Ferran VI i principal impulsor de la creació del bisbat de Santander (1754) i de la declaració d'aquesta localitat com a ciutat (1755). No obstant això, a l'agost de 2016 es deixa sense efecte aquesta protecció de l'immoble ja que es va arribar a la conclusió que en realitat la casa no era de l'il·lustre càntabre, sinó d'un antic veí del mateix nom. Alguns testimonis orals de veïns de Tresabuela han indicat un altre immoble proper a l'església de la localitat com la veritable casa familiar del pare Rábago, encara que no existeix documentació que ho avali.
És un edifici amb façana principal orientada a sud-est, de carreus de variada escairada, amb una pedra poc comuna a la zona. Al centre es pot veure l'escut d'armes de Rábago. Sembla que no es va acabar ja que només té una planta i sembla endevinar-se l'arrencada d'una altra superior. Ha desaparegut una balconada que ocupava el front de la casa, quedant només els mensulons de terra, en pedra, i les osques sobre els carreus on s'incrustaven els balustres. La façana posterior, orientada a nord-oest, és d'una qualitat molt inferior, sense decoració i executada en maçoneria. Les dues façanes estan a diferent nivell, a causa del pendent del terreny.
Al davant de la Casa del Pare Rábago hi ha l'església parroquial de Sant Ignasi de Loiola, amb la seva torre. És del segle XVII i d'estil barroc muntanyenc. S'hi poden veure les armes de Rábago, ja que aquesta església es va reconstruir a costa del Pare Rábago. Disposa d'un retaule barroc del segle xviii.

## Persones il·lustres
- El Pare Rábago, (1685-1763), eclesiàstic.
- Pedro Madrid, (1923-1997), rabequista.